# Murski Petrovci
Murski Petrovci so naselje v Občini Tišina. V Murskih Petrovcih se je rodil Imre Augustič - pisatelj, novinar, pesnik in prevajalec.